# Argosstadion Achter de Kazerne
L'AFAS stadion Achter de Kazerne è uno stadio ubicato nella città di Malines, in Belgio.
Ospita le partite interne del Malines. In passato ha ospitato la finale di andata della Supercoppa UEFA 1988.